# Опструктивни шок
Опструктивни шок је стање јако смањене систолне фракције срца са смањеним минутним волуменом срца упркос постојању довољног интравазалног волумена. Настаје услијед обструкције и компресије срца и великих крвних судова.

## Узроци
Узроци који доводе до обструктивног шока су:
- Плућна емболија;
- Тампонада срца;
- Тензиони пнеумоторакс;
- Компресивни емфизем медијастинума;
- Компресија аорте код трудница у касној трудноћи.

## Карактеристике
Симптоматика се карактерише поред општих симптома присуством плућног едема код отказивања лијевог срца и набреклама венама на врату код отказивања десног срца.
Диференцијална дијагноза према хиповолемијском и дистрибутивном шоку: код опструктивног шока инспекцијом се виде проширене југуларне вене на врату, повишени су централни венски притисак и PCWP; код хиповолемијског шока су вене на врату колабиране, а централни венски притисак и PCWP су снижени. Разликовање од кардиогеног шока је тешко због сличне симптоматике, тако да се опструктивне форме шока као плућни едем и тампонада срца често приписују кардиогеном шоку.

## Терапија
Терапија овог облика шока је у првом реду каузална:
- Плућна емболија — лиза емболуса
- Тензиони пнеумоторакс — торакална дренажа или пункција
- Тампонада срца — пункција садржаја перикарда
- Компресивни емфизем медијастинума — медијастинотомија у предјелу југулума врата

Код спонтаног дисања укључује се кисеоник 4-8 l, а код тешког шока, сталне хипоксије, изразитог плућног едема и неадекватног спонтаног дисања врши се ендотрахеална интубација.
Болесник у декомпензованом шоку (ТА<90ммХг) треба да лежи на равној подлози, а у компензованом шоку са уздигнутим горњим дијелом тијела. Труднице треба да заузму положај на страни тијела, најбоље на лијевој.
Медикаментозна терапија обструктивног шока је иста као и код кардиогеног шока.